# RGZ-95 ReZEL
RGZ-95 Rezel（RGZ-95 里歇爾），是日本动画片《機動戰士高达uc》中出现的一个虚构兵器。它是Ζ計劃量產成功的產物，為ZGUNDAM的量產機種。

## 規格
- 型式編號：RGZ-95
- 頭頂高：20.5m
- 本體重量：25.84t（量產機）28.1t（隊長機）
- 發電機出力：2,220kw
- 裝甲材質：Gundarium
- 搜查距離：14920 meters

## 簡介
在U.C.0087時ZGUNDAM的活躍，令地球聯邦考慮把其量產化。阿納海姆電子公司（AE）受託後，設計出運用Back Weapon System（BWS）的RGZ-91 ReGZ以實現簡易變形，可惜成本過高而且不能實現單體變形， 因此量產化失敗。
在經歷RGZ-91 ReGZ的量產化失敗後，AE重新為設計重新定向，產生出本機RGZ-95 Rezel。廢棄RGZ-91 ReGZ單向的分離式變形，同時簡化ZGUNDAM原來複雜的變形機構，為參考MSA-005梅達斯和被廢案的MSZ-008 Z II的變形機構技術驗證機。為了方便整備，在內裝電子設備上有沿用RGM-89 Jegan的規格，兩者在零件上有互換性，同時亦能減少製造成本。機體使用新型控制OS，為不熟習變形MS的駕駛員提供在Wave rider時的控制支援。機體配色以藍色為主，機體各部設有多個紅色感測器。在Wava rider模式時可以作為SFS使用，在背上搭載MS。本機的設計實現了低成本高性能，皆為過去Z系血統機體的所賜。
名字由來是Refined Zeta gundam Escort Leader的每詞首字。

## 武裝
固定武裝有60mm火神砲和盾上的3點連射式光束炮，盾牌裝配方向和ZGUNDAM相反；主要武裝為光束步槍，雙手前臂可選裝光束軍刀或榴彈發射器。
光束步槍使用E-Pack技術，可調整出力，除了普通射擊模式還有延長照射時間的高出力模式，槍口可像ZGUNDAM的步槍般作為光束軍刀使用。
榴彈發射器在ZGUNDAM時已經被認可為有效的中距離武裝，故本機亦使用為選裝武器。
主要武裝可改成Hi-mega光束砲掛載於背部組件。
在擬阿卡馬上，配備8機（含兩台隊長機在內）。里歇爾為GM系譜中第一台可變式MS，也是最後一台Z計畫的機種。
在鋼彈UC-Bande Dessinee中有出現裝備Defenser B-Unit的量產機，全重29.2t，裝備兩門Hi-mega光束炮，側裙甲換成裝備推進器的大型款式，背包推進器數量增加。

## 衍生機種 RGZ-95C
里歇爾的隊長機式樣，於背包兩側的噴射器改成後掠翼，感測器顏色變為綠色。以機體出力上限較低的量產機作基礎，提升引擎推力的極限，並補強機體框架以承受高推力帶來的機體負擔。形式編號的C是commander的意思。
在鋼彈UC-Bande Dessinee中有出現裝備Defenser A-Unit的本機，全重28.3t，裝備光束步槍，榴彈發射器和光束軍刀，新增兩把高出力光束軍刀，也裝備6連裝導彈發射器和大型推進器。

## 延伸閱讀
- 鋼彈軍武大全 機動戰士鋼彈UC（獨角獸）篇 （页面存档备份，存于），青文，2009年，ISBN 9789862560617

## 外部連結
- RGZ-95 里希尔 （页面存档备份，存于）
- RGZ-95 ReZEL (OVA version) （页面存档备份，存于）
- RGZ-95 ReZEL (Novel version) （页面存档备份，存于）